# The Saga
The Saga – dwudziesty drugi album studyjny Michaela Rose’a, jamajskiego wykonawcy muzyki reggae.
Płyta została wydana w roku 2007 przez jamajską wytwórnię Love Injection Records. Nagrania zostały zarejestrowane w studiach Tuff Gong, The Mixing Lab, Big Yard oraz Cell Block w Kingston. Ich produkcją zajął się Roydel "Congo Ashanti Roy" Johnson.

## Lista utworów
1. "Natural High"
2. "Crisis"
3. "The Saga"
4. "Cassandra"
5. "These Are The Days"
6. "Gun Page"
7. "Pressure Them"
8. "Jamdown"
9. "Fire With Fire"
10. "Rush Rush"
11. "Road To Freedom"
12. "Rasta Yard"

## Muzycy
- Wayne Armond - gitara
- Trevor McKenzie - gitara
- Strickland Stone - gitara basowa
- Robert "Gus" Angus - gitara basowa
- Robbie Shakespeare - gitara basowa
- Daniel "Axeman" Thompson - gitara basowa
- Uziah "Sticky" Thompson - perkusja
- Deleon "Jubba" White - perkusja
- Kirk Bennett - perkusja
- Sly Dunbar - perkusja
- Cheryl Wise - keyboard
- Kevon Bercu - keyboard
- Clive "Azul" Hunt - keyboard
- Phillip "Winta" James - keyboard
- Joshua "Gappo" Manning - keyboard
- Dean Fraser - saksofon
- Errol Hird - saksofon